# Zdzisław Dziadulski

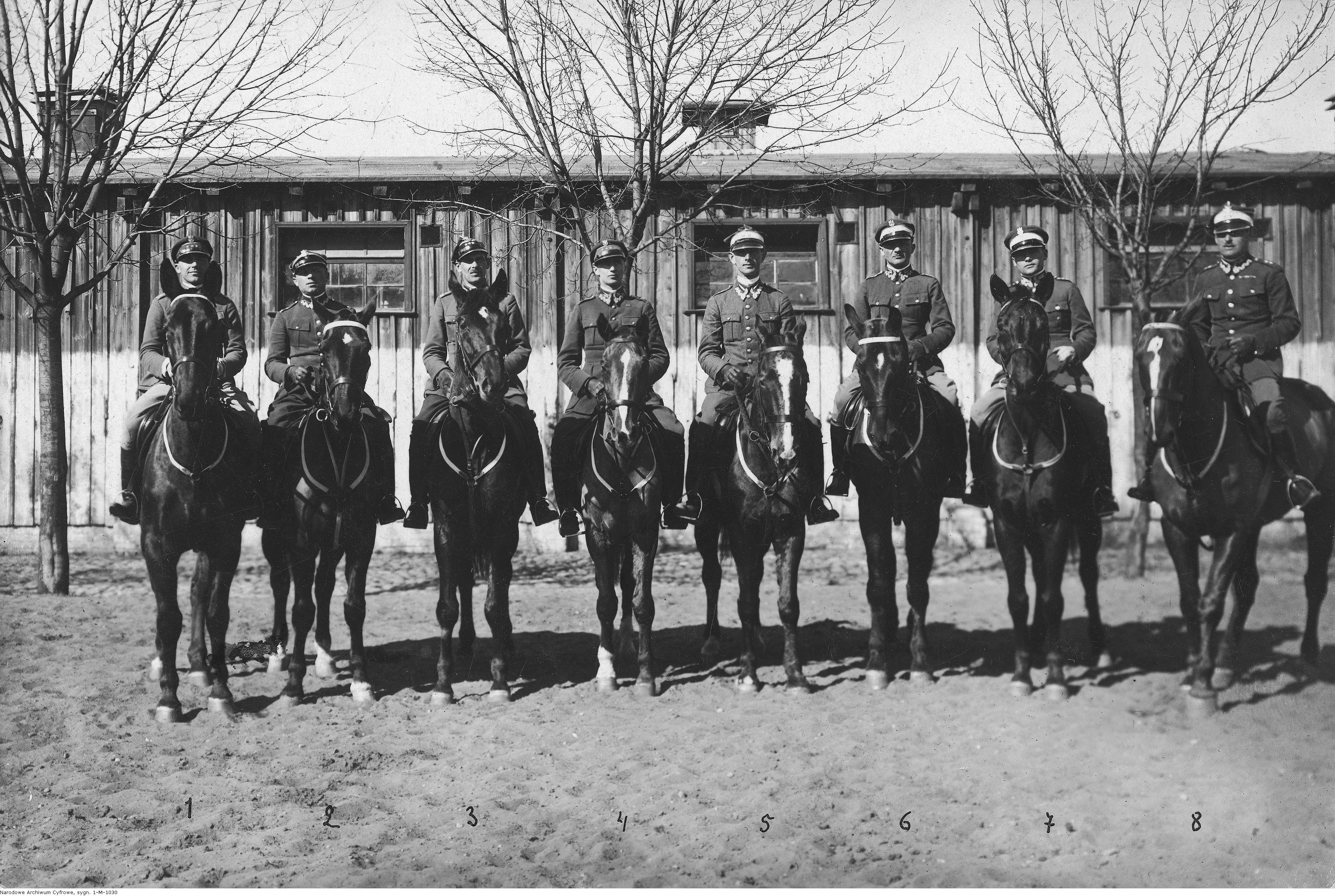
Polska ekipa jeźdźców przed wyjazdem na konkursy hippiczne w Nicei i w Rzymie - rtm. Zdzisław Dziadulski 4. z lewej; Grudziądz 1926.

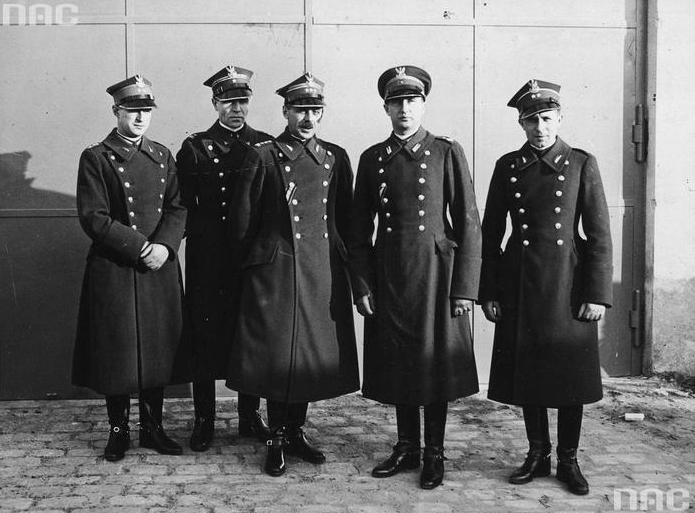
Polska ekipa podczas Międzynarodowych Zawodów Hippicznycyh w Berlinie w 1936: od lewej por. Janusz Komorowski, mjr Wilhelm Lewicki, płk Tadeusz Komorowski (szef ekipy), mjr Zdzisław Dziadulski, por. Stanisław Czerniawski.

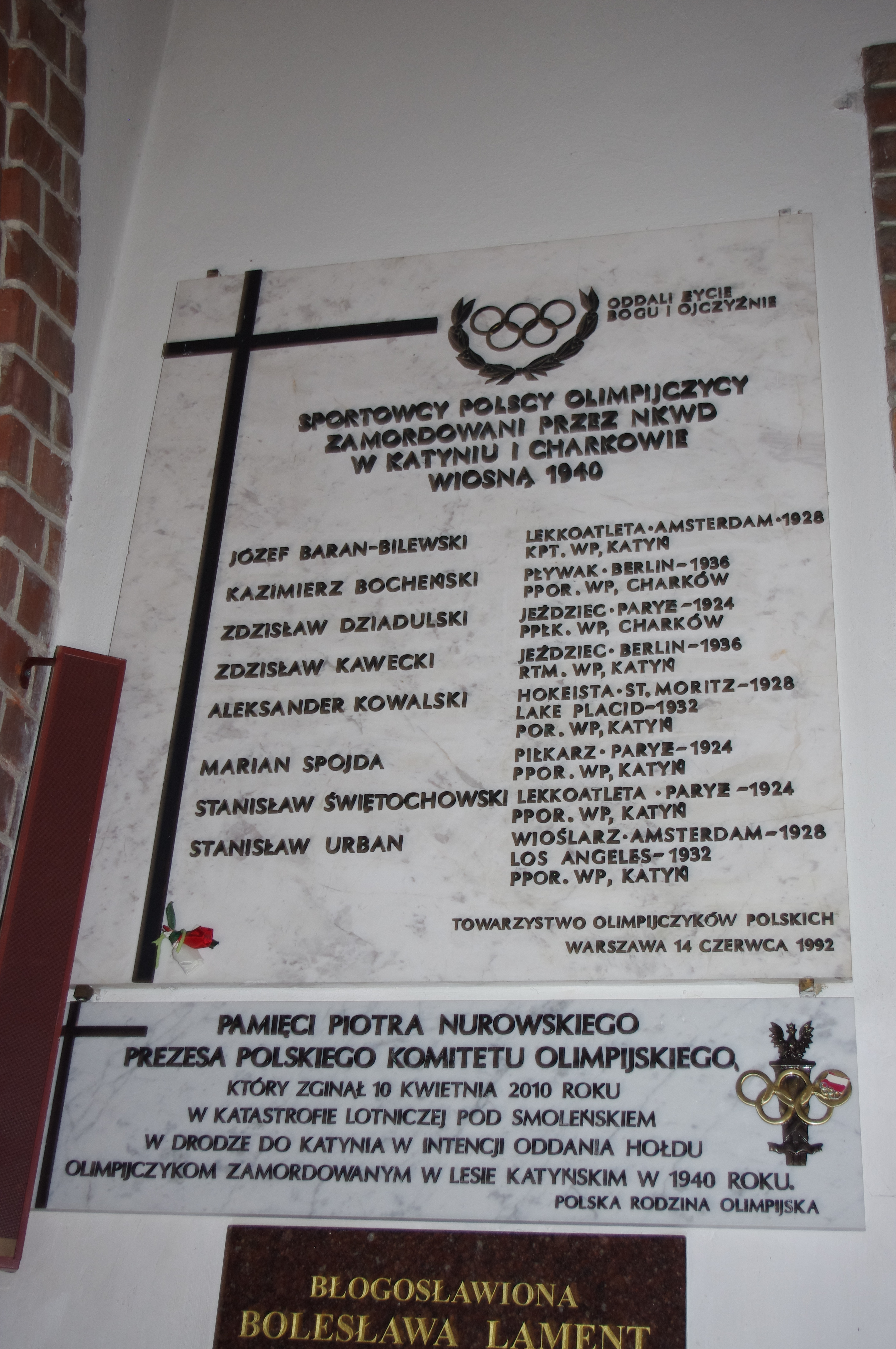
Tablica upamiętniająca polskich olimpijczyków pomordowanych przez NKWD w bazylice katedralnej św. Michała i św. Floriana w Warszawie.

Zdzisław Dziadulski (ur. 5 grudnia 1896 w Krakowie, zm. 1940 w Charkowie) – podpułkownik kawalerii Wojska Polskiego, działacz niepodległościowy, kawaler Orderu Virtuti Militari, jeździec sportowy, olimpijczyk z Paryża 1924, ofiara zbrodni katyńskiej.

## Życiorys
Urodził się 5 grudnia 1896 w Krakowie, w rodzinie Leona i Katarzyny z Korneckich. W latach 1912–1914 należał do Polskich Drużyn Strzeleckich w Rzeszowie. Po wybuchu I wojny światowej, 4 sierpnia 1914 wstąpił do Legionów Polskich. Walczył w I Brygadzie w 1 pułku ułanów Legionów Polskich. W 1917 odniósł kontuzję. Zdał maturę w krakowskiej szkole realnej. Po kryzysie przysięgowym został wcielony do 1 pułk ułanów Armii Austro-Węgier i brał udział w walkach na froncie włoskim.
Po odzyskaniu przez Polskę niepodległości, 5 listopada 1918 wstąpił do Wojska Polskiego i został oficerem kawalerii. W szeregach 1 pułku szwoleżerów Józefa Piłsudskiego w stopniu podporucznika uczestniczył w wojnie polsko-bolszewickiej. Pełnił wówczas funkcje dowódcy plutonu karabinów maszynowych i zastępcy dowódcy szwadronu. Podczas walk na froncie został dwukrotnie ranny. Za bohaterstwo i czyny bojowe został odznaczony Krzyżem Srebrnym Orderu Wojennego Virtuti Militari 30 czerwca 1921 i czterokrotnie Krzyżem Walecznych. Został zweryfikowany do stopnia porucznika ze starszeństwem z dniem 1 czerwca 1919.
W kolejnych latach nadal służył w 1 pułku szwoleżerów. W 1930 pełnił obowiązki dowódcy szwadronu zapasowego, a w 1933 został zatwierdzony na tym stanowisku. W czerwcu 1934 został przesunięty na stanowisko kwatermistrza, a w 1938 został wyznaczony na stanowisko I zastępcy dowódcy pułku. 15 sierpnia 1924 został awansowany do stopnia rotmistrza, 1 stycznia 1932 do stopnia majora. Na stopień podpułkownika został mianowany ze starszeństwem z 19 marca 1939 i 14. lokatą w korpusie oficerów kawalerii.
Uprawiał jeździectwo i był uznawany za wybitnego jeźdźca. W 1922 został zakwalifikowany do ekipy olimpijskiej tworzonej przy macierzystym pułku. Uczestniczył w igrzyskach olimpijskich w 1924 roku, podczas których na koniu „Zefer” startował w konkursach jeździeckich skoków przez przeszkody zarówno indywidualnie, gdzie zajął 28. miejsce, jak i w drużynie zajmując z nią 6. miejsce (poza nim startowali Adam Królikiewicz, Karol Rómmel, Kazimierz Szosland). Na igrzyskach olimpijskich w 1928 roku był rezerwowym zawodnikiem w konkursie drużynowym do startu w Pucharze Narodów. Brał udział w zawodach konnych (m.in. w europejskich miastach Nicea, Rzym, Mediolan).
W czasie kampanii wrześniowej początkowo był dowódcą Ośrodka Zapasowego Kawalerii „Garwolin” w Garwolinie, a 8 września 1939 zastępcą dowódcy Warszawskiego Pułku Ułanów. Kierował walkami pułku na Lubelszczyźnie. Po agresji ZSRR na Polskę z 17 września 1939 oraz związanej z tym odprawie z 22 września u dowódcy nadrzędnej Kombinowanej Brygady Kawalerii płk. Adama Zakrzewskiego i podjętej decyzji o kierowaniu się na Węgry wzięty do niewoli sowieckiej i przewieziony do obozu w Starobielsku. Wiosną 1940 wraz innymi z jeńcami osadzonymi w Starobielsku został przewieziony do Charkowa i zamordowany przez funkcjonariuszy Obwodowego Zarządu NKWD w Charkowie oraz pracowników NKWD przybyłych z Moskwy na mocy decyzji Biura Politycznego KC WKP(b) z 5 marca 1940. Pogrzebano go potajemnie w bezimiennej mogile zbiorowej w Piatichatkach, gdzie od 17 czerwca 2000 mieści się oficjalnie Cmentarz Ofiar Totalitaryzmu w Charkowie. Figuruje na Liście Starobielskiej NKWD, pod poz. 1032.

### Życie prywatne
Zdzisław Dziadulski był żonaty z Adelą Bohomolec primo voto Dziadulską secundo voto Żeleńską, która urodziła się 21 lipca 1897 w Rozentowie, majątku rodzinnym Bohomolców na terytorium dzisiejszej Łotwy. Adela Żeleńska w czasie wojny pracowała w Ministerstwie Informacji, a po wojnie była wieloletnim i ofiarnym członkiem Instytutu Józefa Piłsudskiego w Ameryce. Zmarła 24 listopada 1997. Była żoną Władysława Żeleńskiego.

## Ordery i odznaczenia
- Krzyż Srebrny Orderu Virtuti Militari nr 2959 – 30 czerwca 1921[9][2]
- Krzyż Niepodległości – 12 maja 1931 „za pracę w dziele odzyskania niepodległości”[10]
- Krzyż Walecznych czterokrotnie[11][5]
- Złoty Krzyż Zasługi – 11 listopada 1937[5]
- Srebrny Krzyż Zasługi – 16 września 1926 „w uznaniu zasług położonych około podniesienia poziomu sportowego w wojsku oraz znakomitej propagandy Polski zagranicą”[12][5]
- Medal Pamiątkowy za Wojnę 1918–1921[11]
- Medal Dziesięciolecia Odzyskanej Niepodległości[11]
- Odznaka za Rany i Kontuzje z dwiema gwiazdkami[13]
- Państwowa Odznaka Sportowa[13]
- łotewski Medal Pamiątkowy 1918-1928[11]

## Upamiętnienie
- 5 października 2007 minister obrony narodowej Aleksander Szczygło mianował go pośmiertnie na stopień pułkownika[14][15][16]. Awans został ogłoszony 9 listopada 2007 w Warszawie, w trakcie uroczystości „Katyń Pamiętamy – Uczcijmy Pamięć Bohaterów”[17][18][19].
- W ramach akcji „Katyń... pamiętamy” / „Katyń... Ocalić od zapomnienia” w 2009 Zdzisław Dziadulski został uhonorowany poprzez zasadzenie Dębu Pamięci przy Szkole Podstawowej im. Marszałka Józefa Piłsudskiego w Staniszewskiem[20].
- Zdzisławowi Dziadulskiemu został poświęcony jeden z odcinków filmowego cyklu dokumentalnego pt. Epitafia katyńskie (2010)